# Rwanda FC
Rwanda Football Club w skrócie Rwanda FC – rwandyjski klub piłkarski grający niegdyś rwandyjskiej pierwszej lidze, mający siedzibę w mieście Kigali.

## Sukcesy
- Puchar Rwandy[1]:
  - zwycięstwo (1): 1997.

## Występy w afrykańskich pucharach
| Sezon | Rozgrywki                 | Runda   | Kraj    | Klub             | Dom | Wyjazd | Dwumecz |
| ----- | ------------------------- | ------- | ------- | ---------------- | --- | ------ | ------- |
| 1997  | Puchar CAF                | 1       | Uganda  | KCCA FC          | 2–1 | 0–3    | 2–4     |
| 1998  | Puchar Zdobywców Pucharów | wstępna | Seszele | Saint-Louis FC   | 6–1 | 1–0    | 7–1     |
| 1998  | Puchar Zdobywców Pucharów | 1       | Zambia  | Nkana Red Devils | 1–4 | 0–1    | 1–5     |

## Stadion
Domowe mecze klub rozgrywa na stadionie o nazwie Revolution Park w Kigali, który może pomieścić 1000 widzów.